# Cardenanthus
Cardenanthus  es un género de plantas, herbáceas, perennes y bulbosas perteneciente a la familia de las iridáceas. Está integrado por 8 especies que se distribuyen en Perú, Bolivia y el noroeste de Argentina.El nombre del  género Cardenanthus se atribuye al apellido en honor al científico boliviano botánico Dr. Martin Cardenas que fue creado por el Dr. Robert C.Foster en 1945. 
En 2014 ha sido clasificado en el género Mastigostyla por The Plant List y Kew

## Listado de especies
Las especies del género, su cita válida y distribución geográfica se listan a continuación:
- Cardenanthus boliviensis R.C.Foster, Contr. Gray Herb. 155: 4 (1945). Bolivia.
- Cardenanthus longitubus R.C.Foster, Contr. Gray Herb. 171: 23 (1950). Bolivia.
- Cardenanthus orurensis R.C.Foster, Contr. Gray Herb. 161: 14 (1946). Bolivia.
- Cardenanthus peruvianus R.C.Foster, Contr. Gray Herb. 171: 24 (1950). Perú (Departamento de Tacna).
- Cardenanthus shepardiae R.C.Foster, Contr. Gray Herb. 155: 5 (1945). Perú (Departamento de Puno).
- Cardenanthus tunariensis R.C.Foster, Contr. Gray Herb. 155: 5 (1945). Bolivia.
- Cardenanthus vargasii R.C.Foster, Contr. Gray Herb. 171: 24 (1950). Perú (Puno).
- Cardenanthus venturii R.C.Foster, Contr. Gray Herb. 155: 6 (1945). Argentina (Jujuy , Tucumán).